# Sintoria cazieri
Sintoria cazieri är en tvåvingeart som beskrevs av Wilcox 1972. Sintoria cazieri ingår i släktet Sintoria och familjen rovflugor. Inga underarter finns listade i Catalogue of Life.